# Мария Терезия (мини-сериал, 2017)
Мария Терезия — исторический телевизионный мини-сериал, снятый австрийским режиссером Робертом Дорнхельмом в 2017 году.

## Сюжет
Картина состоит из 5 серий. В фильме показан период истории Австрийской империи с 1723 по 1760-е годы. Главный персонаж фильма — императрица Мария Терезия. В фильме отображены важные моменты в ее личной жизни (семья, любовь, брак, материнство) и, связанные с ее именем политические события. Под политическими событиями подразумеваются оспаривание престолонаследия иностранными государствами и территориальные притязания, переросшие в конечном итоге в крупный вооруженный конфликт, обозначенный в истории как Война за австрийское наследство.

## В ролях
- Мари-Луиза Штокингер — Мария Терезия (1-2 серии)
- Стефани Райнспергер — Мария Терезия (3-4 серия)
- Урсула Штраус — Мария Терезия (5 серия)
- Розали Крицнерова — юная Мария Терезия
- Ян Якуб Рыба — юный Франц Стефан
- Войтех Котек — Франц Стефан
- Татьяна Паухофова — Элиза Фриц
- Мартин Пехлат — протоколмейстер
- Зузана Стивинова — Елизавета
- Анна Пош — Мария Анна
- Хосефина Крицнерова — юная Мария Анна
- Доминик Варта — Иоганн Бартенштейн
- Корнелиус Обоня — Готфрид Филипп Шпаннагель
- Балинт Адоржани — Николас Эстерхази
- Александр Барта — граф Кински
- Иржи Дворжак — Фридрих Август Гаррах
- Зузана Маурери — мадемуазель де Шартр
- Милан Ондрик — Леопольд
- Мартин Мысицка — граф Лоренц
- Ребекка Полакова — графиня Лоренц
- Карел Полисенский — граф фон Зекендорф
- Вацлав Баур — Фридрих Вильгельм фон Гаугвиц
- Питер Кочиш — Тарука
- Игорь Барес — нунций
- Катерина Винтерова — Лиза
- Фриц Карл — Карл IV
- Карл Марковиц — Евгений Савойский
- Золтан Ратоти — Грумбков
- Юлия Штамбергер — Каролина фон Фукс (1-2 серии)
- Ленка Власакова — Каролина фон Фукс (3-4 серии)
- Ян Будар — Жан Батист Бассан
- Борек Джоура — Карл Александр фон Лотаринген
- Йоханнес Криш — Патер Йоханнес
- Эрвин Надь — Пал Эстерхази
- Роман Полачик — капитан Хадик
- Дженовефа Бокова — Софи
- Филипп Хохмайер — барон Тренк
- Питер Озлик — генерал Даун
- Андрей Коваль — генерал Кевенхюллер
- Мариан Роден — генерал Хольтиц
- Давид Свелик — ван Свитен
- Аарон Фриез — Иосиф II
- Яна Квантикова — Изабелла Пармская
- Люси Стефлова — Грета
- Мария Мокрасова — Мария-Антуанетта
- Тереза Марецкова — Йозефа Баварская
- Кристоф Хадек — Людовик XV
- Береника Кохутова — мадам Помпадур
- Роман Лукнар — посол Пруссии

 В эпизодах 
Натали Энн Кёбли, Славомир Блажек, Павел Зелизко, Джулия Штембергер, Павел Криз, Река Тэнки, Петра Полнисова, Антонин Хардт, Алоис Свелик, Стано Крал, Томас Павелка, Премысл Бублик, Петр Ванек,  Яромир Носек, Вацлав Халупа, Владимир Яворский, Иржи Вёралек, Вероника Копривова, Урсула Штраус, Сабина Ройкова, Марош Крамар, Станислав Майер, Джиндрич Зампа, Йитка Астерова, Ганус Бор, Иржи Севера, Лукас Мельник, Катерина Куфалова, Альзбета Мала, Магдалена Малинова, Микаэла Райдликова, Розария Виола Млцкова, Франтишка Ондрицкова, Милослав Хрушка, Стелла Джинджер Яначкова, Адам Войтек, Петр Франек, Ян Макса, Марика Млцкова, Вика Керекес, Карел Добрый, Дениса Несвачилова, Дэниел Роуз, Люси Духакова, Отмар Бранкузский, Андрей Кокорский, Петр Джениста.

## Съемочная группа
Режиссер: Роберт Дорнхельм.
Сценаристы: Мирка Златникова, Радек Байгар, Павел Готтхард, Люси Копецка, Люси Бокстефлова.
Продюсеры и менеджеры производства: Оливер Аушпиц, Владимир Бурянек, Фердинанд Дона, Андреас Камм, Клаус Линтшингер, Марсела Мойтова, Ян Новотный, Питер Чермак, Ян Макса, Юлия Зенгстшмид, Тибор Буза, Бранко Джехлар, Яна Какосова, Иржи Влах, Папп Даниэль, Даниэль Севера, Вероника Сламова, Катрин Штрассер, Зденек Хала, Виктор Дудас, Роман Генский, Адела Котесовцова, Ярослав Кучера, И Куска, Виктор Майер, Мартина Свободова.
Оператор: Томаш Юржичек.
Композитор: Роман Кариолу.
Монтажеры: Михаил Лански, Клаус Хундсбихлер, Томас Климек.
Дизайнер по костюмам: Ян Кочман.
Дизайнеры производства: Мартин Курел, Андрей Липенский.
Художники: Катерина Копикова, Елена Лонска, Мартин Мартинек, Денис Халаф, Павел Смид, Иржи Триер, Михал Мотыцка, Адам Дэвид, Лукас Хелцл, Дэвид Тернер, Михал Тернер, Якуб Викукал, Альжбета Седлакова, Станислав Сува, Питер Балог, Бранислав Бинда, Теодора Богнарова, Ярослав Фиала, Рене Граф, Йозеф Чински Янотка, Лукас Яворски, Милан Джейкай, Матей Юк, Натали Календова, Альберт Курел, Эрленд Матре, Владимир Полак, Клара Кралова, Иржи Макке, Карел Ванасек.
Гримеры: Яна Малковска, Йитка Мадрова, Лукас Беран, Ленка Носкова, Павлина Зданска, Наталья Капска, Ивета Гуптихова, Барбара Смолл, Вероника Онтлова, Дениса Спониарова, Микаэла Сабу, Йирина Влкова, Либуше Барлова, Камила Ярисова, Даниэла Йиракова, Дана Кохутова, Ивана Лангхаммерова, Алёна Марецкова, Давид Стесак, Рене Стейскал, Иво Странгмюллер, Ирина Палерова.
Звукорежиссеры: Михаил Делиопулос, Иржи Паздера, Андреа Веселкова, Мартин Йилек, Вернер Вайтшахер, Отто Земан, Павел Брейча, Зденек Дусек, Андрей Йирса, Петр Капеллер, Мирослав Новак, Моника Суттнерова, Даниэла Ваничкова, Мартин Зеничек.
Ассистенты режиссера:
Мирослав Мика, Иржи Севера, Анжела Витас, Ольга Капкова, Мартин Октабек, Йозеф Визнер, Томас Волькерстофер, Сара Капетонович, Даниэла Павлова, Маркета Таннерова.
Специалист по спецэффектам: Мартин Оберландер.
Специалисты по визуальным эффектам: Михал Мокнак, Мирек Сухомель, Матей Поспишил, Ян Хумпал, Марек Бирес, Карел Чапек, Рнок Фулинова, Ян Хойслер, Франтишек Градецкий, Далибор Джанда, Томас Крал, Тадеуш Малатек, Мартин Руизл, Войтех Стетка, Ханес Всетичек, Иржи Здарски.
Специалисты по трюкам: Любомир Мисак, Иво Зубатый, Летиция Фаббри, Мирослав Калоус, Димо Липитковски, Йозеф Мацек, Мартин Збежек.
Ассистенты оператора:
Юлия Врабелова, Иржи Арнштейн, Иво Гресак, Иван Ксандр, Ян Дойкан, Леос Виджака, Пауль Вольф, Станислав Гонзик, Михал Чадима, Йирка Арнштейн, Петр Беднар, Ладислав Бенетка, Мисо Филус, Милан Гнездил, Йирка Джиндришек, Милош Кабела, Владимир Кесль, Якуб Кунасек, Рудольф Мерта, Андрей Покорный, Зденек Позар, Марек Радольф, Зденек Рудоль, Яромир Симек, Дэвид Шкода, Мартин Тока, Питер Балог, Михал Гашко, Лукас Хавлена, Ян Худек, Томас Елинек, Лукас Качерьяк, Роберт Ковач, Вацлав Ксандр, Ярослав Кучарик, Бронислав Машек, Кристиан Оллари, Зузана Панск, Ян Ренелт, Михал Шейбал, Ростислав Слезак, Марио Тардик, Лукас Тот, Игорь Водораска, Ярослав Зведелик, Мирош Габор, Патрик Рэмс, Лукас Терен.
Музыкальный отдел: Бернхард Филипп Эдер (дирижер), Вернер Вайтшахер, Бернд Мазагг, Петр Пыча, Йоханес Фогель  (дирижер), Джони Бертл  (дирижер), Дмитрий Лейвичи, Йоханес Ратайзер.
 
Filmharmonic Orchestra (Прага);

Синхронная сцена (Вена);

Синхронный сценический оркестр.
Прочие специалисты:
Зузана Повысилова, Николь Шмидт, Петра Сваринска, Хельга Мандель, Патриси Палмер, Анна Марескова, Романа Мартинкова, Сабина Нечасова, Лаура Томаскова, Богуслава Вейводова, Либа Малерова, Моника Черноускова, Линда Фассати, Алёна Коуцкая, Павел Лукас, Патриси Страстна, Анна Ганакова, Яна Германова, Марта Хорнова, Тереза Копецка, Павла Велецка, Радка Вагнерова, Даниэла Тыцова, Тереза Чухвалкова, Кристина Ганусова, Мартин Хорват, Ярослав Вацулик, Зузана Маранова, Милош Мразек, Якуб Сиручек, Люси Маликова, Збынек Валка, Яна Н., Петронелла Семанчикова, Лада Вацик, Богоус Билы, Филип Червенка, Мирослав Фехер, Павел Хомола, Ян Юрса, Михал Касетль, Мартин Леп, Томас Одстрчил, Войта Павличек, Иржи Рубин, Мартин Шуберт, Петр Свиховец, Петр Свобода, Любор Тихи, Петр Тушер, Сона Вейварова, И Куска, Марек Бочек, Генриета Микульчикова, Рената Подлесна, Мануэла Пён, Габриэль Рижад Муламухич, Ярослав Пелишек, Роман Брат, Магда Гертнерова, Михал Прокс, Магдалена Дудова, Радка Хайкова, Мартин Худа, Катерина Соптенкова, Иржи Сиссак, Ева Альбауэр, Романа Хайкова, Елена Казарова, Ванесса Кляйн, Либор Курка, Микаэла Ледека, Яна Леловикова, Май Лан Нгуен, Вера Посписилова, Яна Рихтерова, Самуэль Славик, Ванда Троянова, Анета Веселька, Роберт Васка.

## Производство
- Česká Televize
- MR TV-Film
- Maya Production
- Österreichischer Rundfunk
- Rozhlas a televízia Slovenska
- MTVA[англ.]
- Daniel Severa Production
- Talent Connection Praha

## Дистрибьютеры
- Beta Film (2017, мир, все медиа)
- Česká Televize (2017, Чехия, TV)
- MTVA[англ.] (2017, Венгрия, TV)
- Polyband (2018, Германия, DVD)
- Rai 3 (2019, Италия, TV)
- Rozhlas a televízia Slovenska (2017, Словакия, TV)
- Österreichischer Rundfunk (2017, Австрия, TV)